# Kuz Kunar
Kuz Kunar är ett distrikt i Afghanistan. Det ligger i provinsen Nangarhar, i den östra delen av landet, 130 kilometer öster om huvudstaden Kabul.
Distriktet beräknades år 2022 ha cirka 64 000 invånare.